# Bandung
Pour les articles homonymes, voir Bandung (homonymie).
Bandung ou Bandoung, (prononciation : /bɑ̃duŋ/), ou Bandoeng en néerlandais et en indonésien jusqu'en 1947, est une ville d'Indonésie, située dans l'Ouest de l'île de Java.
La ville est la capitale de la province de Java occidental. Elle a le statut de kota. Sa population était de 2 575 478 habitants en 2014, ce qui en fait la quatrième ville d'Indonésie (après Jakarta, Medan et Surabaya).
Bandung est le siège du diocèse de Bandung.
Bandung est également le nom du kabupaten dans lequel se trouve la ville. Son chef-lieu est Soreang. Le kabupaten, de création plus ancienne que la ville, est une entité administrative distincte.

## Histoire

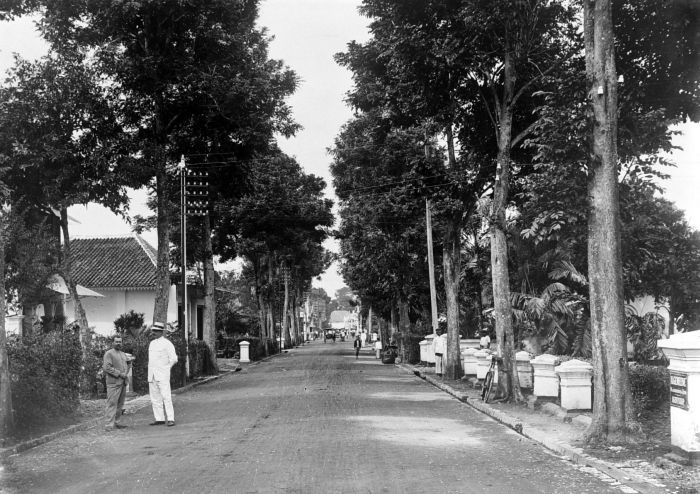
Scène de rue à Bandung (1908)

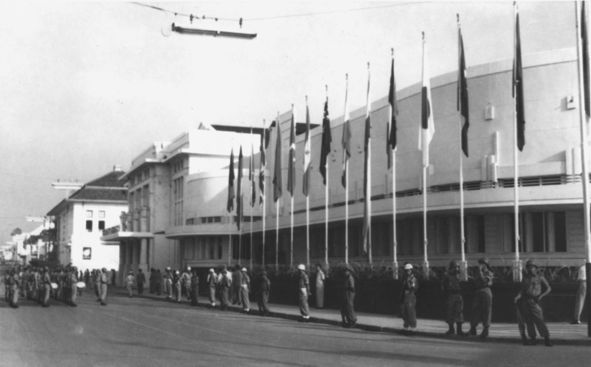
Le Gedung Merdeka où s'est tenue la conférence de Bandung en 1955

La tradition sundanaise fait remonter la fondation du kabupaten de Bandung à 1488, à l'époque du royaume de Pajajaran.
Une charte royale (piagam) datée du 20 avril 1641 stipule que le Sultan Agung du royaume de Mataram élève le tumenggung (fonctionnaire royal) Wiraangunangun à la dignité d' adipati (préfet).
En 1704, à la suite d'une rencontre à Cirebon entre la VOC (compagnie néerlandaise des Indes orientales) et les bupati de la région du Priangan (hautes terres de l'ouest de Java et cœur du pays soundanais), Ardisuta est nommé bupati avec le titre de Tumenggung Anggadiredja I. Au 17ieme et 18ieme siècle, la VOC établit des plantations dans la région de Bandung. 
En 1799, la VOC est déclarée en faillite par le gouvernement hollandais, qui reprend ses actifs. L' adipati est alors Wiranatakusuma II.
En 1808, Herman Willem Daendels, nommé gouverneur-général des Indes néerlandaises par Louis Bonaparte, roi de Hollande, réforme l'administration coloniale et fait construire une "Grande route postale" (Groote Postweg) reliant l'Ouest de Java à l'Est. Cette route permettait de lier les plantations de thé à la capitale. En 1809, Wiranatakusumah II ordonne le déménagement de sa résidence à Karapyak (aujourd'hui Dayeuh Kolot) au bord de la rivière Cikapundung.
En 1810, Daendels marque le point central de la nouvelle ville de Bandung avec un bâton, en déclarant : « Zorg, dat als ik terug kom hier een stad is gebouwd! » (« Veillez à ce qu'une ville soit construite ici lorsque je reviendrai ! »). L'année suivante, il ordonne aux bupati de Bandung et Parakanmuncang d'y emménager leur résidence . 
De luxueux hôtels, restaurants et boutiques européennes furent ouvertes et la ville devient surnommée Paris van Java (Paris de Java).
Après l'indépendance de l'Indonésie en 1945, la ville s'est fortement développée et urbanisée. Des gratte-ciels, bâtiments, ponts et jardins ont été construits pour accueillir plus de 8 millions de personnes sur l'agglomération. 
En 1955, s'est tenue la conférence de Bandung. Un musée commémore cet événement historique.
Actuellement Bandung attire un grand nombre de touristes, visiteurs du week-end ou d'autres parties d'Indonésie. En 2017 la ville a gagné un prix régional sur l'environnement pour avoir l'air le plus propre parmi les principales villes en ASEAN.

## Administration
La ville est passée d'une superficie de 19 km² en 1906, à 168 km² en 1987. Elle est divisée en 26 cantons (Kecamatan) et 139 villages (Kelurahan). Un maire (walikota) dirige toute cette administration. Depuis 2008 il est directement élu par les électeurs, alors qu'auparavant il était élu au suffrage indirect.

### Démographie
En 2005, la population de Bandung était de 2 290 464. Le recensement de mai 2010 aboutit à un résultat de 2 393 688 personnes, et la dernière estimation officielle de 2014 était de 2 575 478 personnes, faisant de Bandung la troisième ville d'Indonésie.
La plupart des habitants de Bandung sont Soundanais. Les Javanais forment la plus forte minorité et sont originaires des autres provinces de l'île. Les Minangkabau, les Bataks et les Chinois d'Indonésie forment les autres principales minorités.

### Sections administratives
Bandung est divisée en 30 districts (kecamatan), listés ci-dessous avec la population correspondante:
- Andir (94 361)
- Antapani (72 006)
- Arcamanik (65,607)
- Astanaanyar (66,658)
- Babakan Ciparay (143,203)
- Bandung Kidul (57,398)
- Bandung Kulon (138,644)
- Bandung Wetan (29,807)
- Batununggal (116,935)
- Bojongloa Kaler (117,218)
- Bojongloa Kidul (83,600)
- Buahbatu (92,140)
- Cibeunying Kaler (68,807)
- Cibeunying Kidul (104,575)
- Cibiru (67,412)
- Cicendo (96,491)
- Cidadap (56,325)
- Cinambo (23,762)
- Coblong (127,588)
- Gedebage (34,299)
- Kiaracondong (127,616)
- Lengkong (69,307)
- Mandalajati (60,825)
- Panyileukan (37,691)
- Rancasari (72,406)
- Regol (79,316)
- Sukajadi (104,805)
- Sukasari (79,211)
- Sumur Bandung (34,486)
- Ujung Berung (72,414)

## Géographie
Bandung est la capitale de la province de Java Ouest et est située à 180 km au sud-est de Jakarta. Elle a une altitude de 768 m et est entourée par des volcans avec une altitude jusqu'à 2400 m. 
Les 400 km carrés de la plaine centrale de Bandung est située au centre des 2340 km carrés du bassin de Bandung. Le bassin comprend Bandung, Cimahi, une partie de Sumedang. 
Le fleuve du principal bassin est le fleuve Citarum, une de ses branches est la rivière Cikapundung, divisant Bandung du Nord au Sud. Elle rejoint Citarum à Dayeuh kolot. Le bassin de Bandung est une source essentielle d'eau pour l'eau potable, l'irrigation et la pêche.

### Climat
Bandung a un climat tropical de mousson d'après la classification climatique de Koppen. Le mois le plus pluvieux est février, avec des précipitations de 255 mm, alors que le mois le plus sec est septembre avec des précipitations de 50 mm. La température moyenne annuelle est plus faible que la plupart des villes indonésiennes due à l'altitude. Le climat de Bandung est nettement plus agréable à vivre que celui de la capitale Djakarta (toujours très chaud et humide), notamment pour des Européens.

## Panorama

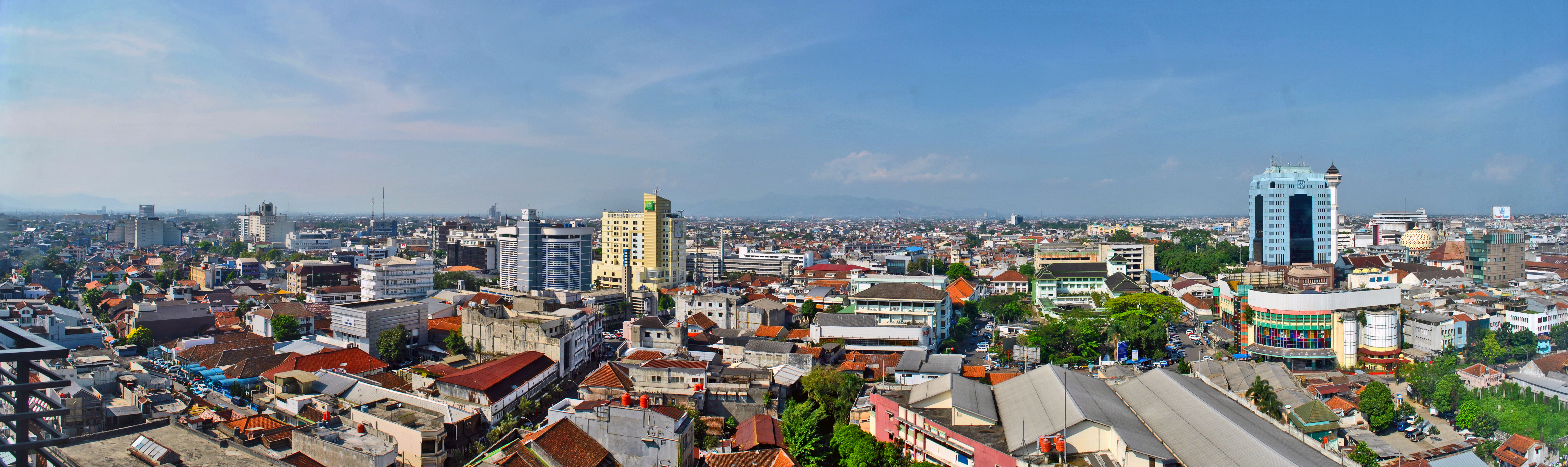
Vue vers le sud

## Transport

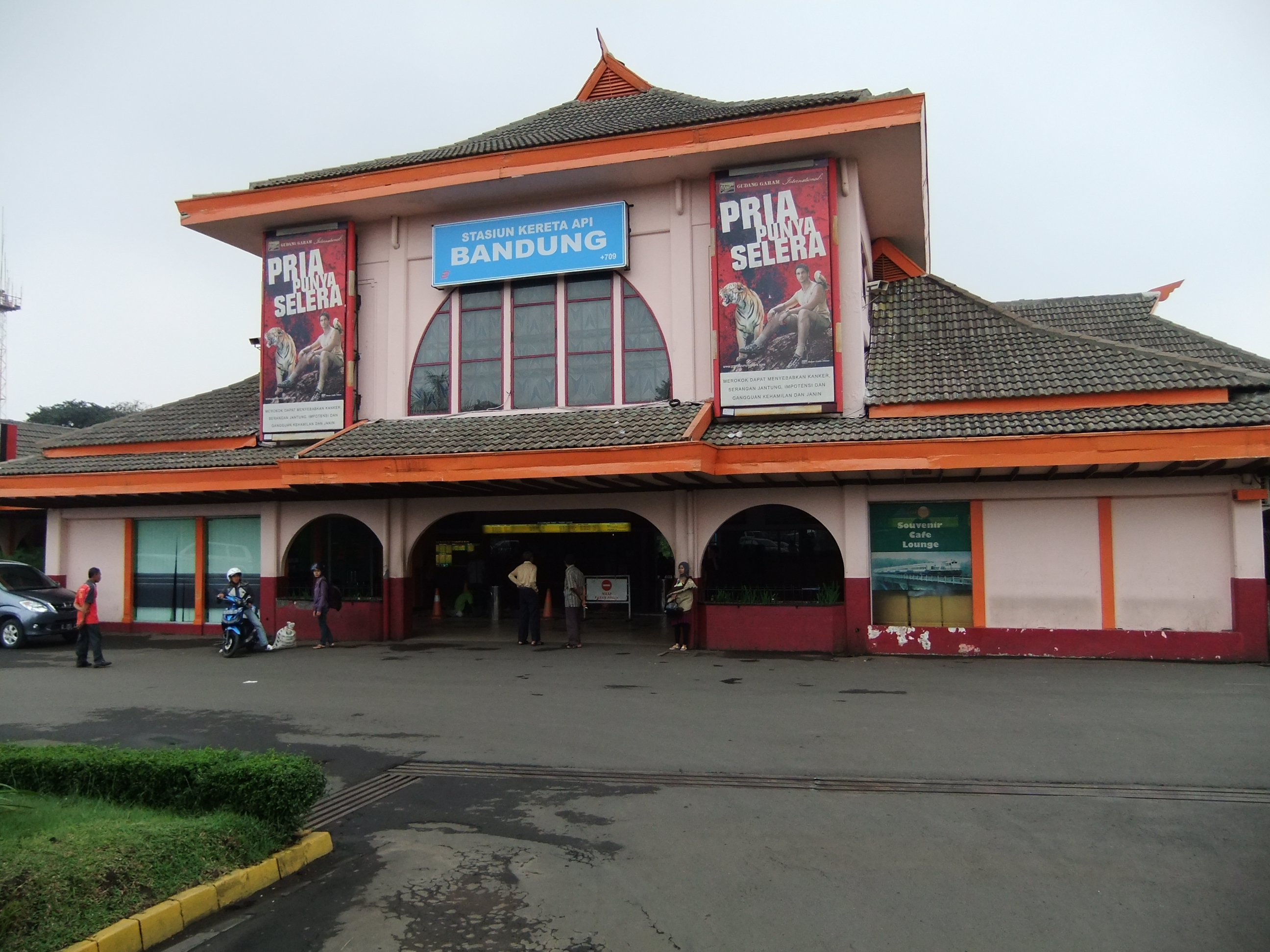
Gare de Bandung

### Urbain
Les taxis sont très nombreux. Les plus facilement accessibles sont les minibus appelés angkot (de angkutan=transport et de kota=ville). Ils sont privés, bon marché, et opèrent dans toute la ville. Les bus municipaux, appelés DAMRI, se trouvent sur des axes plus majeurs. Bandung a deux terminaux de bus urbains : Leuwipanjang, desservant les bus de l'ouest, et Cicaheum pour eux de l'est. Les deux étant saturés, ils seront remplacés par un plus grand à Gedebage, ces deux terminaux ne couvriront ainsi que le centre-ville. L'emplacement de cette grande station sera proche de la gare de Gedebage.
32 stations du Trans Metro Bandung (semblable au TransJakarta) longeant la rue Soekarno-Hatta seront mises en place en août 2011, auxquels s'ajouteront en renfort 30 bus supplémentaires.
Depuis le 21 juin 2011, DAMRI a mis en place deux bus sur la ligne Cibiru-Kebon Kelapa réservés uniquement aux femmes, chauffeur inclus, pour répondre à certaines attentes de type religieux.
Le 5 août 2011, Jusuf Kalla annonce son intention de construire un réseau de monorail à Bandung.

### Routier
Bandung est desservie par autoroute depuis Jakarta. Une autoroute à péages appelée Route de Cipularang, connectant Jakarta, Karawang, Purwakarta, Padalarang et Bandung, a été inaugurée en mai 2005. Elle reste le moyen le plus rapide pour relier la ville à la capitale, à savoir une heure et demie en moyenne. Il existe trois autres possibilités: la route de Puncak (Jakarta-Cianjur/Sukabumi-Bandung), la route de Purwakarta (Jakarta-Cikampek-Purwakarta-Cikalong Wetan-Padalarang-Cimahi-Bandung) et la route de Subang (Jakarta-Cikampek-Subang-Lembang-Bandung).

### Ferroviaire
Bandung possède deux grandes gares, la gare de Bandung et la gare de Kiaracondong, ainsi que d'autres gares plus modestes, comme la gare de Cimindi, la gare d'Andir, la gare de Ciroyom, la gare de Cikudapateuh, et la gare de Gedebage (seulement pour le fret). À l'ouest, elles connectent Bandung à Cianjur, Jakarta, Purwakarta, Bekasi, Karawang et Cikampek, et à l'est Surabaya, Yogyakarta et Surakarta. Le train est aussi un moyen de transport en commun très prisé pour les habitants vivant en banlieue de Bandung, notamment pour ceux de Cimahi, Padalarang, Rancaekek, Cicalengka et Cileunyi.

### Aérien

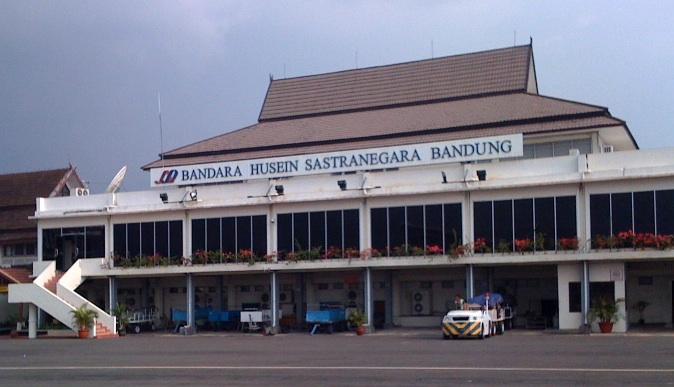
L'aéroport de Bandung Husein Sastranegara

L'aéroport international Husein Sastranegara relie la ville aux principales villes d'Indonésie ainsi qu'à Kuala Lumpur et Johor Bahru en Malaisie et à Singapour. Avec 2,65 millions de passagers en 2013, c'est le 12e aéroport le plus fréquenté d'Indonésie.
C'est aussi le site du constructeur aéronautique national, la société PT Dirgantara Indonesia ou Aérospatiale indonésienne.

## Culture et tourisme

### Architecture
La ville de Bandung possède un petit patrimoine de construction de style Art déco, ainsi que des maisons typique de l'architecture coloniale des années 1930.
Henri Maclaine-Pont était un des premiers architecte néerlandais à combiner chaque style architectural aux traditions locales. Selon lui, l'architecture moderne devait interagir avec l'histoire local et tout élément autochtone. En 1920, Pont dessine les plans de la première université technique des Indes néerlandaises, la Technische Hogeschool te Bandung (aujourd'hui Institut technologique de Bandung), après quoi il y fut appelé comme professeur d'architecture.

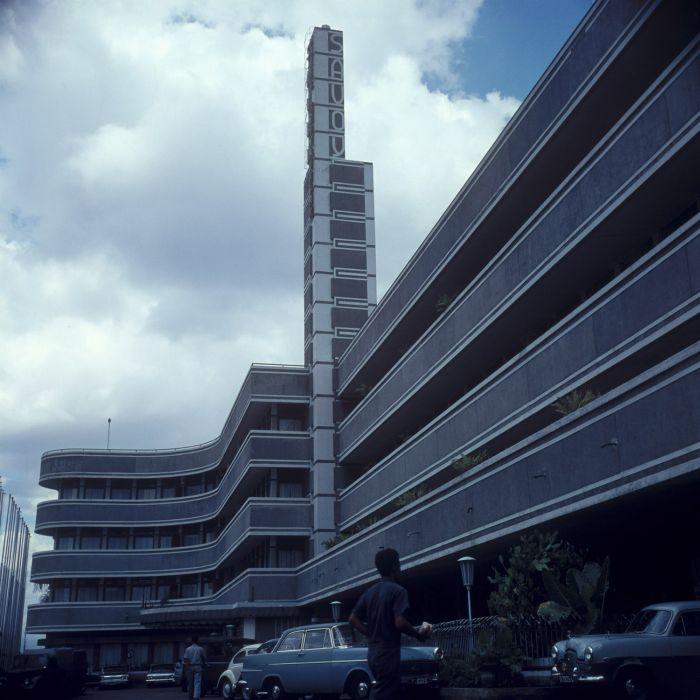
Hôtel Savoy, exemple notable du style Art déco d'Albert Aalbers en 1939 pour lequel Bandung est renommé

En même temps un autre architecte néerlandais, J Gerber, designe le Gouverments Bedrijven (siège du gouvernement), en vue, d'après les intentions du gouvernement colonial, de déplacer la capitale de Jakarta à Bandung. Le bâtiment est l'exemple d'un mélange harmonieux de styles Occidental et Oriental, comme les arches de style Renaissance italienne sur l'aile ouest, ou encore les pagodes de type Thaïlandaises en son milieu. Le bâtiment est connu sous le nom de Gedung Sate, appelé ainsi à cause de la structure présente sur le toit en forme de sate. Il est aujourd'hui le siège du gouvernement provincial de Java Ouest, ainsi que la chambre des élus de la même province.
Ce type d'architecture fuit suivi par de nombreux architectes néerlandais à Bandung. Dans les années 1930, était quasiment devenu un laboratoire d'architecture. Albert Aalbers introduit une touche d'architecture expressionniste en désignant la banque DENIS (1936) et en rénovant l'hôtel Savoy Homann (1939).style to the Art Deco by designing the DENIS bank (1936) and renovated the Savoy Homann Hotel (1939). C.P.W. Schoenmaker laisse également une forte empreinte à Bandung, en donnant naissance à la villa Isola (1932), l'hôtel Preanger (1929), le QG militaire (1918), le Gedung Merdeka (1921) et le bâtiment du rectorat de l'ITB (1925).
Charles Prosper Wolff Schoenmaker fut également professeur à la Technische Hogeschool Bandoeng (aujourd'hui Institut technologique de Bandung ou ITB) où il compta, parmi ses étudiants, un certain Soekarno qui sera un des proclamateurs de l'indépendance de l'Indonésie et le premier président de la nouvelle nation.
Il imprima sa marque sur la ville par quelques réalisations, on trouve notamment l'immeuble de la Sociëteit Concordia (aujourd'hui Gedung Merdeka), où se tiendra la conférence de Bandung en 1955, l'hôtel Preanger, l'immeuble de l'Institut Pasteur d'Indonésie et la cathédrale Saint-Pierre de Bandung, tous situés à Bandung.

### Sports
À Bandung évolue l'équipe de football du Persib Bandung, qui joue en Championnat d'Indonésie de football, et est basée au stade Siliwangi. Deux autres équipes, le Pelita Bandung Raya Football Club et le Persikab, jouent aussi en première ligue, et partagent le stade Si Jalak Harupat à Soreang, la capitale du Kabupaten de Bandung. À Bandung se pratique aussi intensément le badminton, le cyclisme, notamment sur les routes de montagne de Lembang et Dago, ainsi que le golf et ses diverses compétitions organisées autour de Bandung

## Enseignement
Bandung est le siège de plusieurs établissements d'enseignement supérieur parmi les plus prestigieux d'Indonésie.

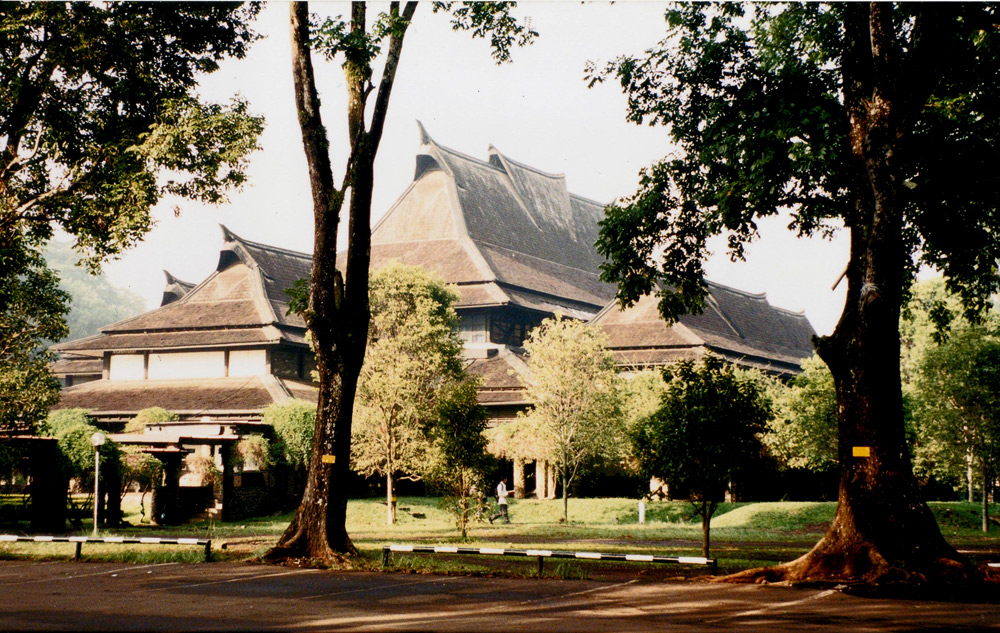
L'Institut technologique de Bandung

L'Institut technologique de Bandung, créé à l'époque coloniale, est la plus ancienne école d'ingénieurs d'Indonésie et une des institutions d'enseignement supérieurs les plus réputées du pays.
L'université Padjadjaran est une des premières universités créées par l'Indonésie indépendante.
Bandung possède un musée de géologie de renom (sections sur les fossiles, les volcans, les ressources naturelles minéralogiques, etc.).

## Jumelages
- Cebu (Philippines)
- Fort Worth (États-Unis)[15]
- Suwon (Corée du Sud)
- Bari (Italie)
- Hangzhou (Chine)
- Liuzhou (Chine)
- Yingkou (Chine)
- Almaty (Kazakhstan)
- Brunswick (Basse-Saxe) (Allemagne)[16]
- Kuantan (Malaisie)
- Petaling Jaya (Malaisie)[17]
- Namur (Belgique)
- Pekanbaru (Indonésie)

## Personnalités liées
- Alberthiene Endah (née en 1970), biographe et romancière ;
- Devina Hermawan (1993-), écrivaine et chef indonésienne ;
- Ricky Subagja (1971-), champion olympique de badminton.

## Galerie photographique

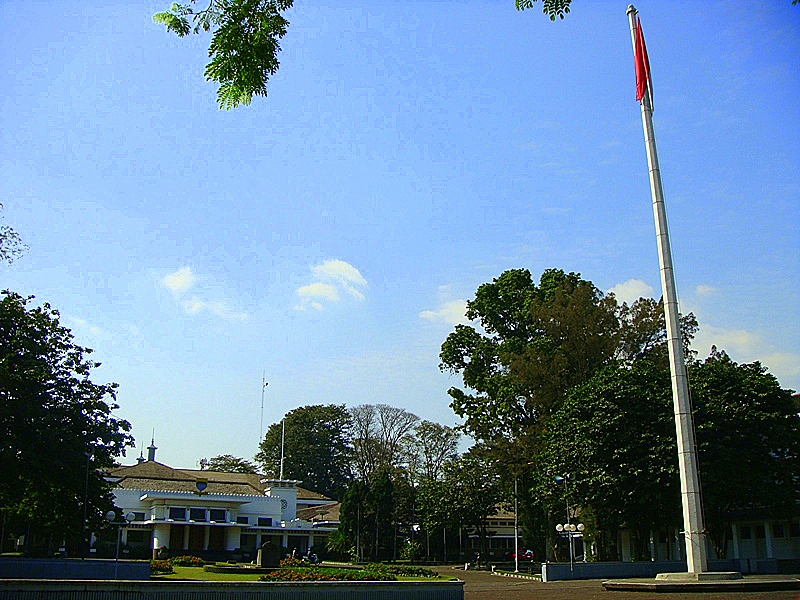
La mairie de Bandung
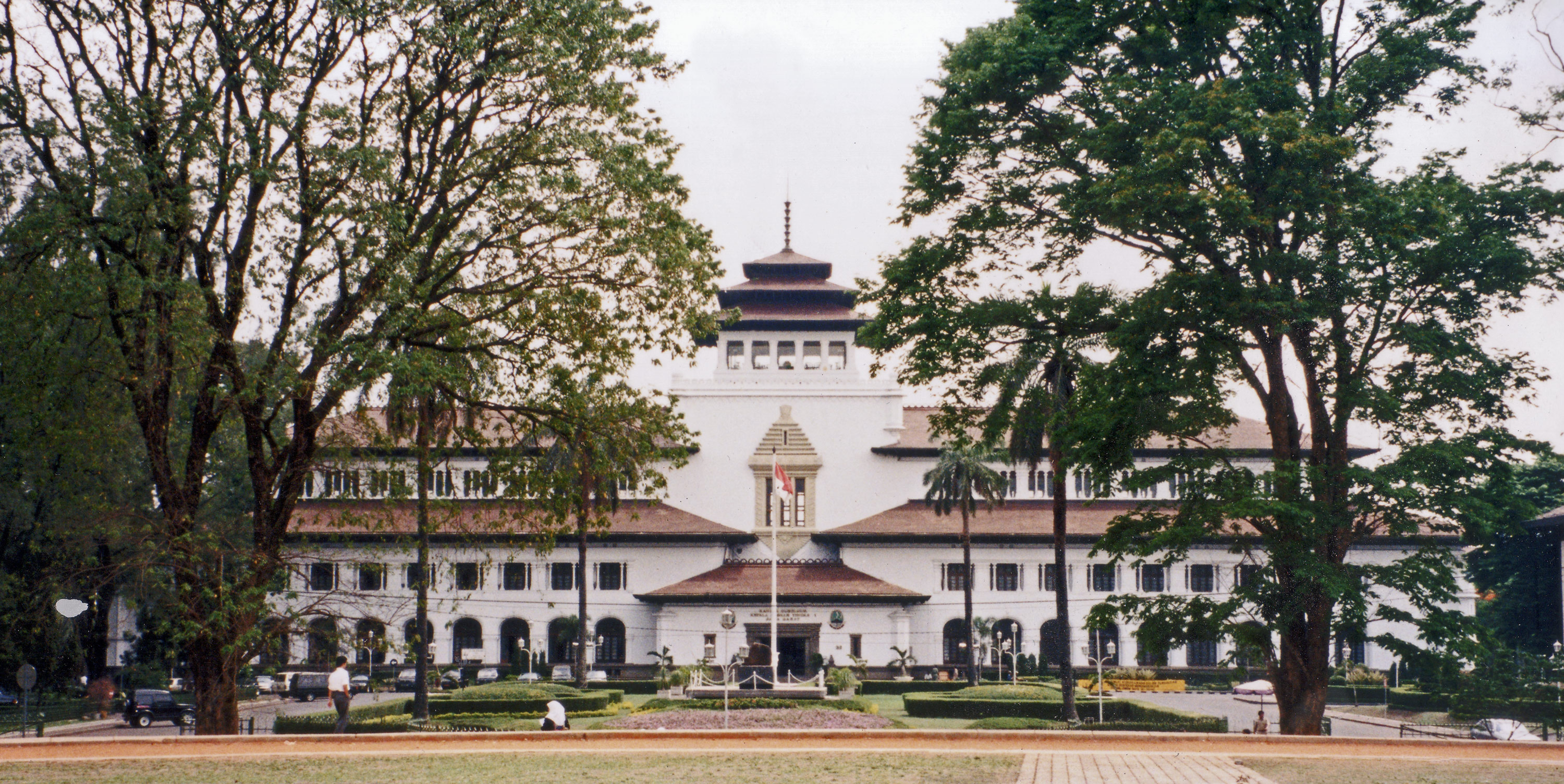
Le Gedung Sate, siège du gouvernement provincial
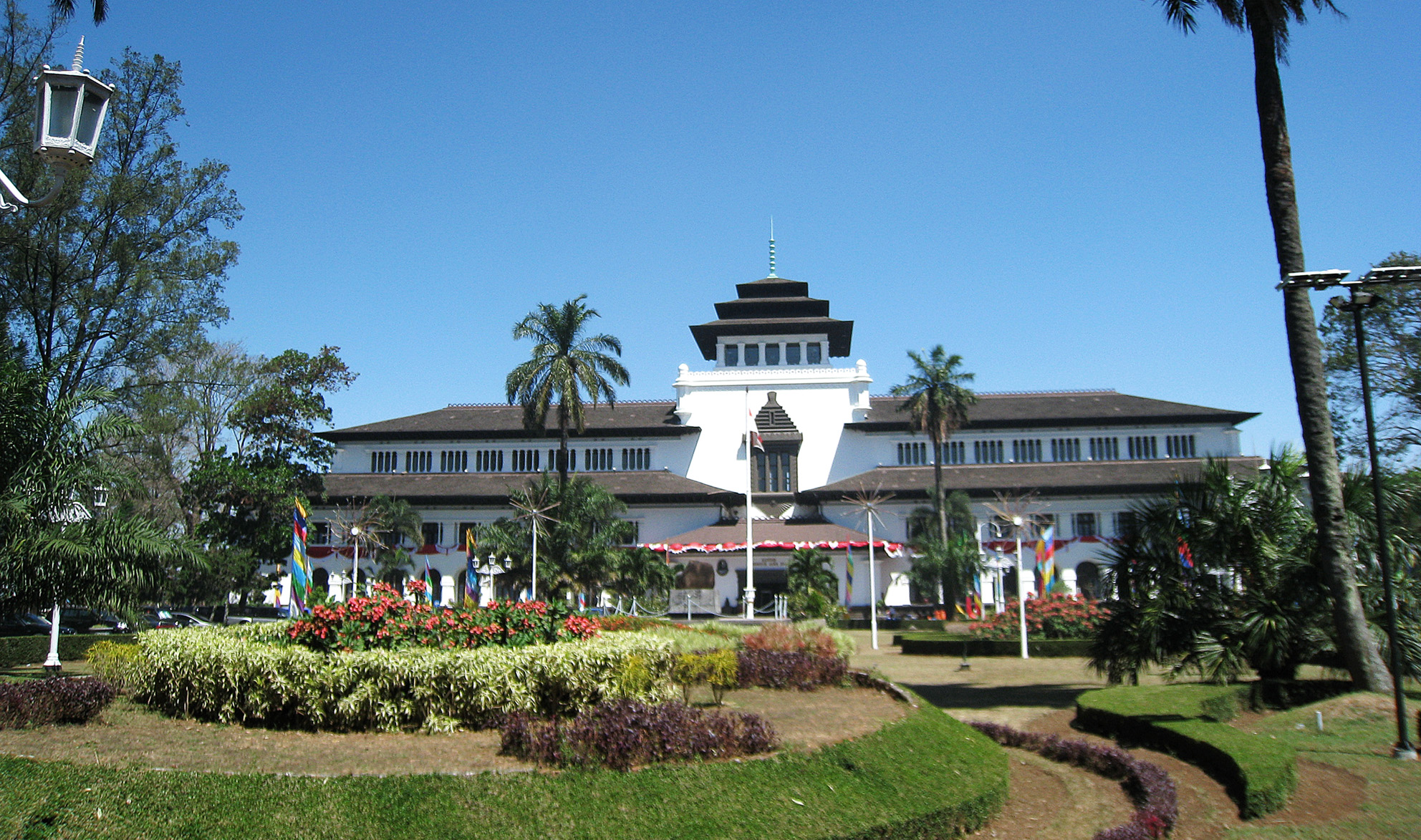
Sate Building
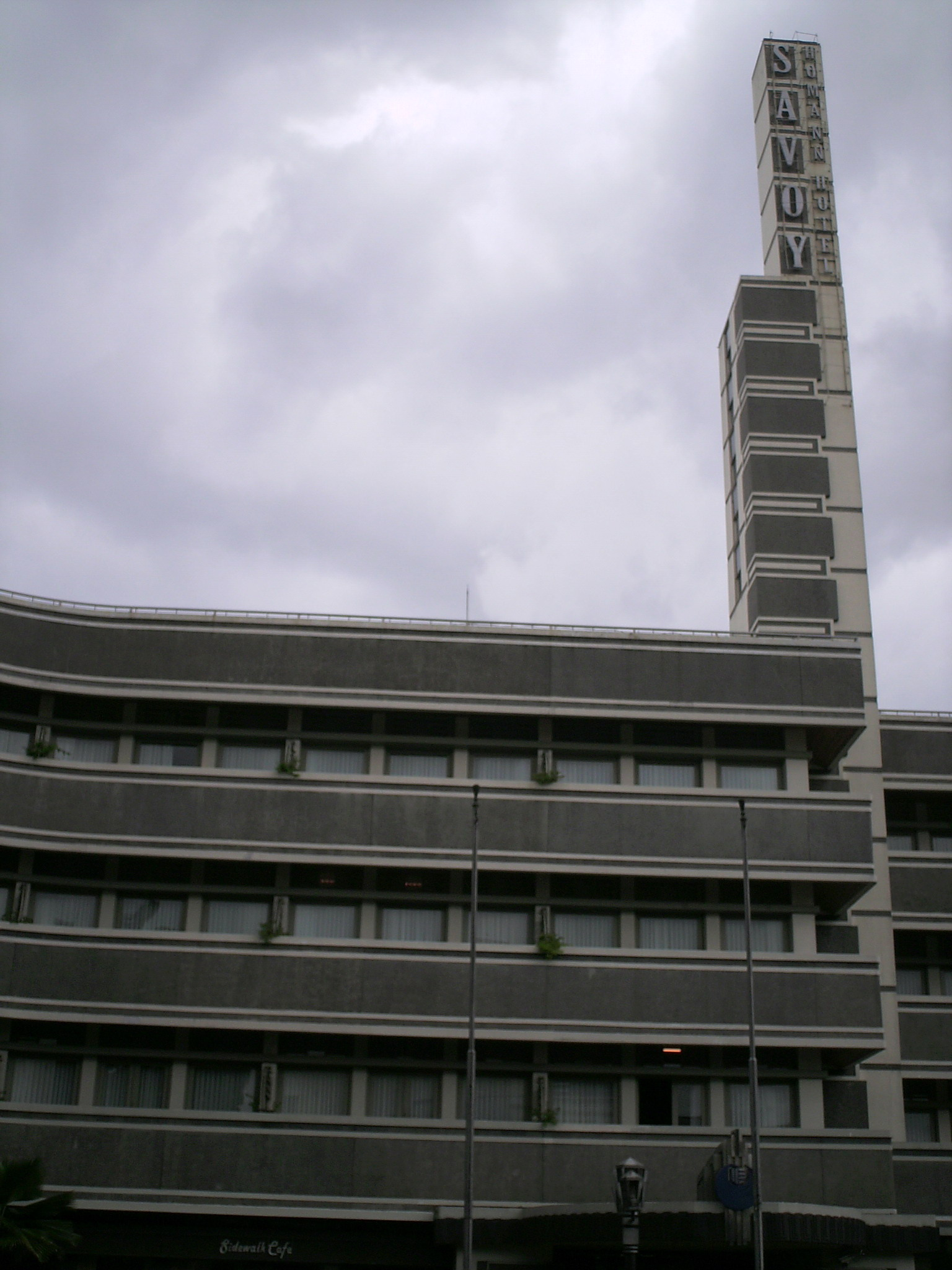
L'hôtel Savoy Homann, de style Bauhaus
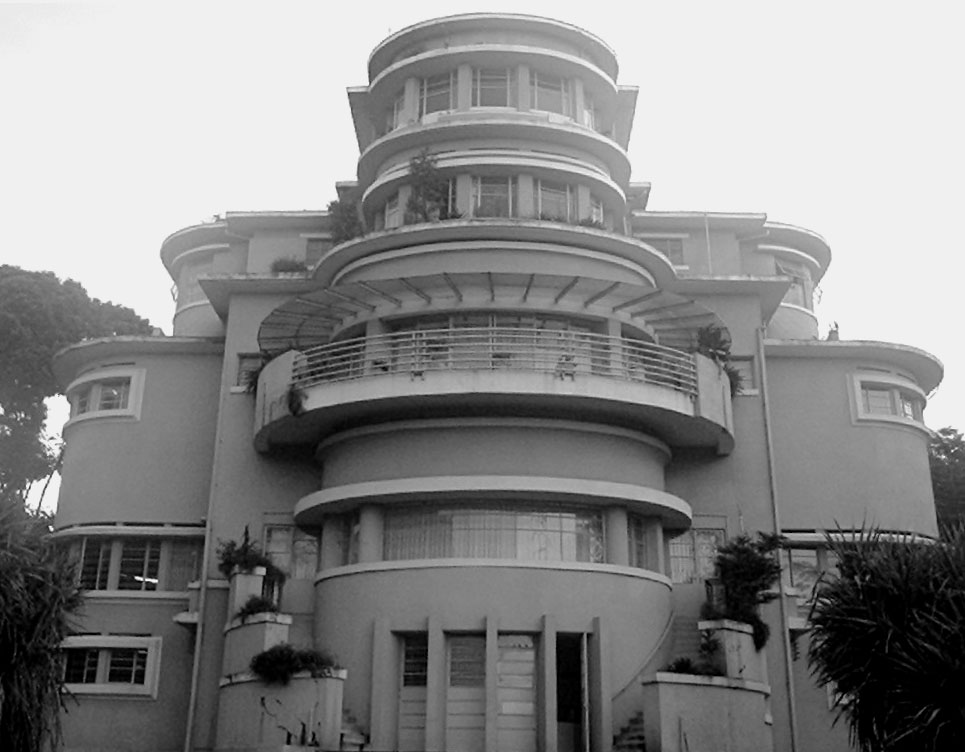
La « villa Isola », aujourd'hui Bumi Siliwangi
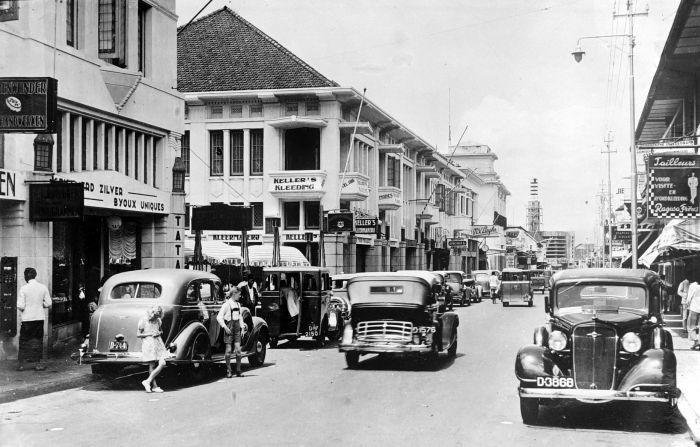
La rue Braga, la populaire artère commerciale de Bandung, dans les années 1930
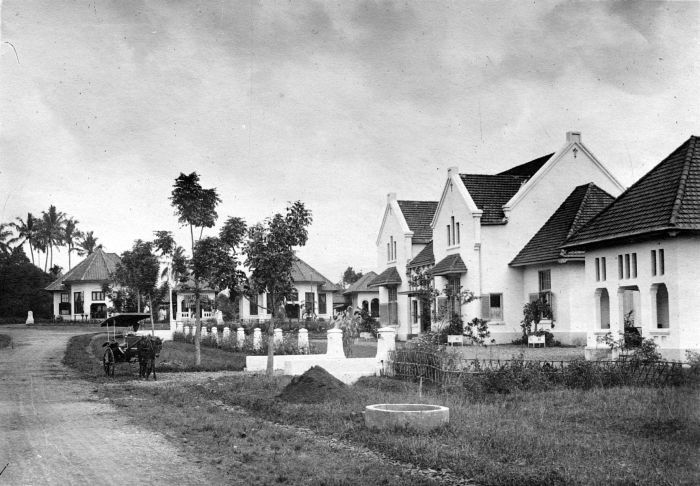
Un quartier de Bandung dans les années 1930